# Wallenborn
Wallenborn est une municipalité de la Verbandsgemeinde Daun, dans l'arrondissement de Vulkaneifel, en Rhénanie-Palatinat, dans l'ouest de l'Allemagne.

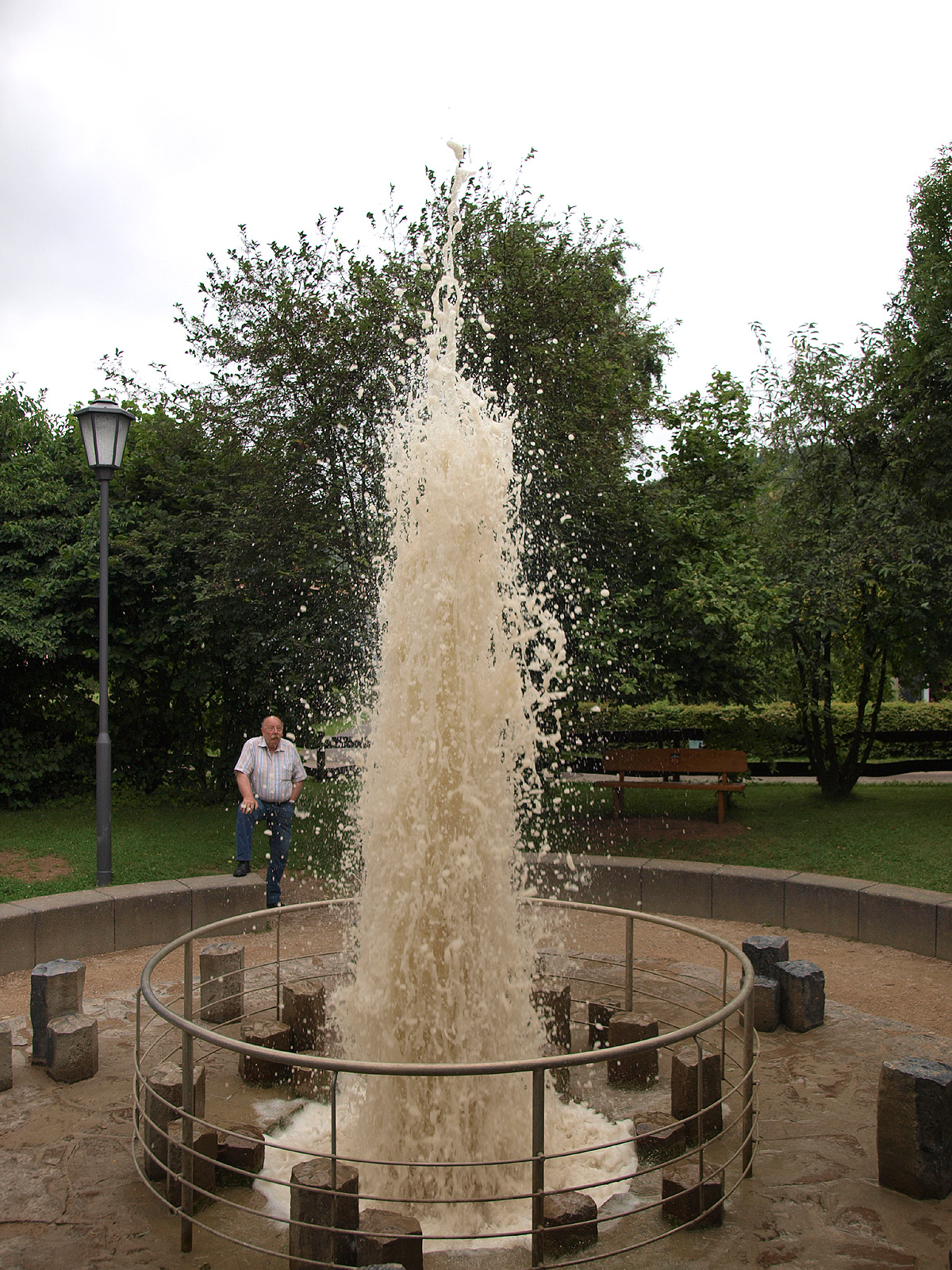
Le geyser dit Wallender Born.

Le site est connu pour son geyser d'eau froide intermittent. La force motrice de ce geyser n'est pas due à la pression hydraulique exercée par de la vapeur produite par une source chaude causée par l'activité volcanique et hydrothermale locale mais à celle du CO2 dissous dans l'eau. 
C'est le dégazage brusque du CO2 qui projette le jet d'eau hors de la bouche du geyser.